# NGC 1460
NGC 1460 је спирална галаксија у сазвежђу Еридан која се налази на NGC листи објеката дубоког неба.
Деклинација објекта је - 36° 41' 48" а ректасцензија 3h 46m 13,6s. Привидна величина (магнитуда) објекта NGC 1460 износи 12,5 а фотографска магнитуда 13,5. NGC 1460 је још познат и под ознакама ESO 358-62, MCG -6-9-31, AM 0344-365, FCC 310, PGC 13805.